# Idstein
Idstein er den største by i landkreisen Rheingau-Taunus-Kreis, i den tyske delstat Hessen.

## Bydele og bebyggelser
Kommunen er opdelt i 12 områder:
| - Idstein by (15.605) - Dasbach (326) - Ehrenbach (303) - Eschenhahn (773) - Heftrich (1.619) - Kröftel (524) | - Lenzhahn (261) - Niederauroff (390) - Nieder-Oberrod (576) - Oberauroff (322) - Walsdorf (1.535) - Wörsdorf (3.638) |